# Mr. Jones (film, 2019)
A Mr. Jones 2019-ben bemutatott koprodukciós életrajzi filmthriller, amelyet Andrea Chalupa forgatókönyvéből Agnieszka Holland rendezett. A főbb szerepekben James Norton, Vanessa Kirby és Peter Sarsgaard látható. A filmet beválogatták a 69. Berlini Nemzetközi Filmfesztivál Arany Medvéjéért zajló versenyprogramjába. 2019-ben a 44. Gdyniai Filmfesztiválon elnyerte az Arany Oroszlán díjat.
A filmet Lengyelországban 2019. október 25-én, Ukrajnában 2019. november 28-án, az Egyesült Királyságban 2020. február 7-én mutatták be a mozikban. 

## Cselekmény
1933-ban Gareth Jones egy ambiciózus fiatal újságíró, aki hírnevet szerzett azáltal, hogy interjút készített Adolf Hitlerrel. Édesapja angoltanár volt a szovjet ukrajnai Hughesovka walesi kolóniájában, ezért Jones különösen nyugtalanítónak találja a kérdést, hogyan engedheti meg magának a Szovjetunió a látszólagos gazdasági fellendülést – a számok ugyanis nem stimmelnek. Jones politikai tanácsadóként dolgozik David Lloyd George, egykori brit miniszterelnök mellett, ám mivel a gazdasági nehézségek miatt csökken a finanszírozás, és egy fontos megbeszélésen nem tudja érvényesíteni álláspontját, elbocsátják.
Brit és orosz kapcsolatait kihasználva Jones megszerzi a vízumot a Szovjetunióba, azzal a céllal, hogy interjút készítsen Sztálinnal. Moszkvába érkezve találkozik Eugene Lyons-szal, egy orosz-amerikai újságíróval, aki a Metropolitan-Vickers brit mérnökeinek társaságában van. Egy partira viszik Walter Duranty otthonába, ahol sejtelmes utalásokat tesznek arra, hogy a szovjet rendszer nem olyan felvilágosult, mint amilyennek tűnik, és hogy Sztálin fizetőképessége – új gyárak vagy brit mérnökök alkalmazása – nem biztos, hogy az állítólagos ukrán mezőgazdasági forradalmon alapul, ahogyan azt a propaganda állítja. Azt is megtudja, hogy az újságíróknak tilos elhagyniuk Moszkvát. Egy véletlen találkozás révén megismerkedik egy másik brit újságíróval, Ada Brooks-szal, akit az OGPU, a szovjet titkosrendőrség szoros megfigyelés alatt tart. Ada elárulja, hogy Jones moszkvai kapcsolatát meggyilkolták, miközben az az ukrán mezőgazdasági forradalom valódiságát próbálta kivizsgálni. Ezzel az információval felvértezve Jones meghamisítja az iratait, hogy úgy tűnjön, még mindig Lloyd George alkalmazásában áll, és így meghívást szerez Ukrajnába a szovjet külügyminiszter, Makszim Litvinov révén.
A dél felé tartó vonatúton Jones kihasznál egy rövid megállót, hogy leugorjon a saját vonatáról, és titokban felszálljon egy másikra, amely éhező parasztmunkásokat szállít Hughesovkába – azóta átnevezve Sztalinóra. Sztalinóban azt tapasztalja, hogy minden gabonaszállítmányt azonnal Moszkvába irányítanak, miközben a helyiek éheznek. Mivel külföldi kémnek tartják, menekülni kényszerül az erdőbe. Szökése után elhagyatott falvakat lát, ahol a megmaradt parasztok otthonaikban haldoklanak az éhínség miatt. Több nap utazás után a helyiektől megtudja, hogy a Moszkva által szándékosan előidézett éhínség pusztítja a vidéket. Végül elfogja az OGPU.
A szovjet börtönbe hurcolt Jones röviden találkozik azokkal a mérnökökkel, akikkel Moszkvában ismerkedett meg – őket is kémkedéssel vádolják. A kihallgatás során azt közlik vele, hogy vádemelés nélkül visszaküldik Londonba, de elvárják, hogy a sajtónak azt nyilatkozza, amit a szovjetek hallani akarnak: hogy Ukrajna a Szovjetunió éléskamrája, és minden éhínségről szóló hír csak szóbeszéd. Csak akkor engedik szabadon a mérnököket, ha Jones ezt vállalja.
Visszatérve Londonba, kiadója bemutatja Gareth Jonest George Orwellnek, aki meggyőzi őt, hogy az igazság elmondása erkölcsi kötelessége, még ha ennek súlyos következményei is lehetnek. Jones nyilvánosságra hozza az Ukrajnában látottakat, de Walter Duranty – aki vesztegetéssel kivívott pozícióját kihasználva Sztálin propagandáját szolgálja – mozgósítja kapcsolatait, hogy lejárassa Jones beszámolóit. Litvinov külügyminiszter szintén nyomást gyakorol David Lloyd George-ra, hogy vonassa vissza Jones állításait. Jones visszautasítja a visszavonást, de ennek következtében kitaszítottá válik, a közvélemény ellene fordul. Kétségbeesésében visszavonul apja walesi otthonába, ám egy nap megtudja, hogy a közelben tartózkodik William Randolph Hearst, az amerikai sajtómágnás. Sikerül találkoznia vele, és meggyőzi, hogy lapjai révén hozza újra nyilvánosságra az éhínség vádját. A megnövekedett publicitás hatására a közvélemény ismét hinni kezd az igazságban, így a Holodomor ténye ismét reflektorfénybe kerül.
A film végén kiírásból tudjuk meg, hogy Jones két évvel később, Belső-Mongóliában halt meg tudósítás közben. Egy másik újságíróval utazott, aki a Kommunista Internacionálé tagja volt – mindkettejüket banditák rabolták el, Jones-t kivégezték.

## Szereplők
| Szerep                  | Színész              | Magyar hang     |
| ----------------------- | -------------------- | --------------- |
| Gareth Jones            | James Norton         | Dévai Balázs    |
| Ada Brooks              | Vanessa Kirby        | Bánfalvi Eszter |
| Walter Duranty          | Peter Sarsgaard      | Hirtling István |
| David Lloyd George      | Kenneth Cranham      | Kajtár Róbert   |
| George Orwell           | Joseph Mawle         | Jakab Csaba     |
| Matthew                 | Celyn Jones          |                 |
| Maxim Litvinov          | Krzysztof Pieczyński | Varga T. József |
| Rhea Clyman             | Beata Poźniak        |                 |
| Miss Stevenson          | Fenella Woolgar      |                 |
| Ernest Bennett          | Martin Bishop        |                 |
| Eugene Lyons            | Edward Wolstenholme  | Forgács Péter   |
| Paul Kleb               | Marcin Czarnik       |                 |
| William Randolph Hearst | Matthew Marsh        | Barbinek Péter  |

### Magyar változat
- Magyar szöveg: Kecskés Enikő
- Hangmérnök és vágó: Patkovics Péter
- Gyártásvezető: Farkas Márta
- Szinkronrendező: Joó Gábor
- Produkciós vezető: Witzenleiter Kitti

A szinkront a Direct Dub Studios készítette el.

## Bemutató
A Mr. Jones világpremierje a 69. Berlini Nemzetközi Filmfesztiválon volt 2019. február 10-én. Az észak-amerikai forgalmazási jogokat 2019 augusztusában a Samuel Goldwyn Films szerezte meg. A filmet Lengyelországban 2019. október 25-én a Kino Świat, Ukrajnában 2019. november 28-án az MMD UA, az Egyesült Királyságban 2020. február 7-én a Signature Entertainment forgalmazta. A filmet eredetileg 2020. április 3-ára tervezték bemutatni az Egyesült Államokban, ehelyett 2020. május 22-én a mozikban, június 19-én digitálisan, július 3-án Video on Demand formában jelentették meg.

## Fogadtatás
A Rotten Tomatoes weboldalon 86%-os értékelést kapott 106 kritika alapján, az átlagos értékelése 6,8 pont a 10-ből. Az oldal szöveges összefoglalója szerint: „Hiányos, ugyanakkor alapvetően értékelhető, Mr. Jones a múltba tekint, hogy egy tényalapú történetet meséljen el, amely napjainkban is aggasztóan aktuális”. A Metacritic oldalán 68 pontot kapott a 100-ból (19 kritika alapján).
Peter Bradshaw a The Guardiantól ötből négy pontot adott a filmre, és „merész és szívből jövő filmnek nevezte, igazi Lean-féle lendülettel”. Tim Robey a The Daily Telegraph-tól ötből hármasra értékelte a filmet, dicsérve Sarsgaardot  alakításáért és a filmben rejlő „sajnálatosan kiaknázatlan” lehetőségek felszínre hozásáért. Robey kritizálta a forgatókönyvet, és azt a következtetést vonta le, hogy a „Mr. Jonesban van elég ahhoz, hogy az ember többet akarjon”.